# U.S. Route 81
U.S Route 81 (också kallad U.S. Highway 81 eller med förkortningen  US 81) är en amerikansk landsväg.